# 建設荷役車両安全技術協会
公益社団法人建設荷役車両安全技術協会（けんせつにやくしゃりょうあんぜんぎじゅつきょうかい）は、内閣府所管の公益社団法人。

## 概要
- 所在：東京都千代田区神田神保町3丁目7番1号　ニュー九段ビル9階
- 設立：1978年12月20日
- 会長：酒井　信介